# Epirhabdoides
Epirhabdoides is een geslacht van weekdieren uit de klasse van de Scaphopoda (tandschelpen).

## Soort
- Epirhabdoides ivanovi Steiner, 1999